# Мухачев, Пётр Матвеевич
Мухачев Пётр Матвеевич (27 февраля 1861, Санкт-Петербург — 1935) — российский инженер-технолог. Один из основоположников российского паровозостроения, директор Харьковского технологического института (1905—1906 и 1910—1917). В течение 40 лет, до самой смерти, возглавлял кафедру паровозостроения ХТИ.

## Биография
Родился 27 февраля 1861 года в Санкт-Петербурге. Отец — Матвей Мухачев, был государственным служащим, награждённым орденом Святого Владимира IV-ой степени с привилегией потомственного дворянства, за заслуги в деле крестьянских реформ 1861 года.
Обучался на реальном отделении Петришуле c 1871 по 1878 год. Затем учился в Петербургском технологическом институте.
После окончания института в 1883 году был направлен в Пермскую губернию. Работал механиком на Нижнетагильских заводах Демидова до 1887 года. Одновременно преподавал механику в Нижне-Тагильском реальном училище, начиная с 1884 года.
В 1887 году переехал в Харьков. Работал преподавателем черчения в Харьковском технологическом институте.
В 1888 году был в заграничной командировке, после чего приступил к чтению курса «Заводские машины и гидротехнические сооружения».
В 1890 году был назначен адъюнкт-профессором по кафедре механической технологии. Побывал в 5-месячной заграничной командировке, для изучения паровозостроения.
Начиная с 1895 года был профессором кафедры прикладной механики в Харьковском технологическом институте. Читал лекции по теории и устройству паровозов.
В 1896 году был назначен исполняющим обязанности директора института. C этого же года состоял техническим корреспондентом Берлинского Бюро привилегий К. И. Оссовского (1896—1913).
С 1899 по 1902 год и в 1904 году исполнял обязанности секретаря учебного комитета института.
В 1905 году он был избран директором Харьковского технологического института. Исполнял эту должность до 1906 года.
В 1908 году изучал производство заводов Германии, Франции, Бельгии, Англии. Посетил паровозные и машиностроительные отделы Брюссельской выставки 1910 года.
В 1910 вновь был избран директором ХТИ. Исполнял эту должность по 1917 год.
В 1912 году получил звание заслуженного профессора в ранге действительного статского советника
С 1913 по 1918 руководил также курсами подготовки техников по сельскому огнеупорному строительству.
В 1917 году  уходит на пенсию по выслуге лет.
До 1920 года преподает в Харьковском железнодорожном техникуме. Также в период с 1917 по 1923 год преподаёт специальные предметы во многих ВУЗах Харькова.
С 1923 года, работал сверхштатным профессором в ХТИ.
С 1925 по 1929 год был назначен директором Украинского института металлов. Одновременно, был заведующим научно-исследовательской кафедрой механической технологии металлов при ХТИ и секцией горячей обработки металлов.
Награды:
- Ордена Святого Станислава II и III степени;
- Ордена Святой Анны II и III степени;
- Ордена Святого Владимира III и IV степени.

## Работы
- «Прокатные машины», Харьков 1891
- «Курс заводских машин», Харьков 1894
- «Теория и конструкция паровозов для обыкновенных ширококолейных дорог», Харьков 1895
- «Воздуходувные машины», Харьков: 1899
- «Машины металлургических производств», Харьков 1899
- «Механизмы для обработки металлов в нагретом состоянии», Харьков 1899
- «Теория паровозов», Харьков 1901
- «Молоты и ковочные прессы», Харьков 1902
- «Курс паровозов», Харьков 1905
- «ХТИ: Организация и управление вузом. Деятельность учебного комитета. Система преподавания», Харьков 1906
- «Теория паровозов», Харьков 1912
- «Простые машины», Киев 1923